# Fleetwood Mac (album din 1975)
Fleetwood Mac este al zecelea album de studio al formației rock britanice-americane Fleetwood Mac, lansat în 1975. A fost al doilea album eponim al formației, după cel din 1968. În rândul fanilor albumul este cunoscut și sub numele de White Album ("Albumul Alb"). Acesta a fost primul album Fleetwood Mac împreună cu chitaristul Lindsey Buckingham și solista vocală Stevie Nicks, care l-au înlocuit pe Bob Welch la sfârșitul anului 1974. Albumul a fost ultimul al formației până în 1997 lansat prin casa de discuri Reprise Records (albumele Fleetwood Mac ulterioare au fost lansate prin Warner Bros. Records, proprietara Reprise).
Albumul a ocupat prima poziție în Billboard 200 la peste un an după ce a intrat în top, a petrecut 37 de săptămâni în Top 10 și peste cincisprezece luni în Top 40. A produs trei single-uri Top 20: "Over My Head", "Rhiannon" și "Say You Love Me", ultimele două ratând la limită Top 10, ambele clasându-se pe locul 11. În 1976 albumul a primit cinci Discuri de Platină din partea RIAA pentru peste cinci milioane de exemplare vândute în Statele Unite.
"Warm Ways" a fost primul single de pe album lansat în Regatul Unit în 1975. Nu a fost lansat ca single în Statele Unite, unde a fost lansat în schimb cântecul "Over My Head". Inițial, albumul nu a stârnit interes în Regatul Unit, primele trei single-uri lansate nereușind să intre în UK Singles Chart. "Say You Love Me" a fost singurul care a intrat în top dar a ocupat doar locul 40. După succesul masiv înregistrat de Rumours doi ani mai târziu a renăscut interesul pentru formație iar albumul a fost relansat în Regatul Unit în 1978 împreună cu single-ul "Rhiannon" care a ocupat locul 46. Cea mai bună clasare a albumului în UK Albums Chart a fost locul 23 dar a fost un preludiu pentru o serie de albume multi-platină în Regatul Unit: Rumours, Tusk, Tango in the Night și Behind the Mask.
"Landslide" a fost în cele din urmă lansat ca single în Statele Unite în 1998 după ce a fost unul dintre cele mai populare cântece de pe albumul live The Dance. A ocupat locul 51 în Billboard Hot 100.
În anul 2003 revista Rolling Stone a plasat Fleetwood Mac pe locul 182 în lista celor mai bune 500 de albume din toate timpurile.

## Origine
În 1974 Fleetwood Mac s-a mutat din Anglia în California pentru a gestiona mai bine interesele formației. În California au înregistrat un album, Heroes Are Hard to Find, și au susținut un turneu. La scurt timp după finalizarea turneului chitaristul/compozitorul/solistul vocal Bob Welch a anunțat că părăsește formația pentru a se alătura trioului Paris, punând astfel capăt celei de-a noua componențe a formației în opt ani. Căutând un nou chitarist și un nou studio, Mick Fleetwood s-a întâlnit cu producătorul Keith Olsen de la Sound City Studios pentru a asculta niște demo-uri. Acolo Olsen i-a pus lui Fleetwood un album pe care el l-a mixat recent numit Buckingham Nicks. Lui Fleetwood i-a plăcut în special chitara solo din cântecul "Frozen Love" și a decis să angajeze atât pe Olsen cât și pe chitarist, Lindsey Buckingham. Totuși, Buckingham a spus că nu acceptă să se alăture formației dacă nu se alătură și partenera sa muzicală și de viață, Stevie Nicks. După un interviu formal la un restaurant mexican Mick Fleetwood i-a invitat pe Buckingham și Nicks să se alăture formației iar în trei luni au înregistrat Fleetwood Mac. Această a zecea componență a formației se va dovedi a fi cea mai de succes dar nu a fost și cea mai stabilă. Buckingham și Nicks erau în pragul despărțirii la momentul sosirii în Fleetwood Mac iar căsnicia soților McVie era și ea tensionată. Aceste conflicte vor inspira următorul album al formației, Rumours.

## Promovare și lansare
Fleetwood Mac a fost lansat în iulie 1975. Deși albumul a înregistrat un succes modest imediat după lansare, formația era determinată să își promoveze noul album. După ce au susținut un turneu de șapte luni au început să se vadă rezultatele. Într-un interviu pentru revista Uncut Stevie Nicks a spus despre album: "Am cântat peste tot și am vândut acel disc. Am dat albumului un șut în fund". La cincisprezece luni după lansare Fleetwood Mac s-a clasat pe prima poziție în Billboard 200.
Toate single-urile lansate de pe Fleetwood Mac sunt remixuri, fiind foarte diferite față de versiunea de pe album. A fost creat și un "single mix" pentru "Blue Letter" iar această versiune a fost inițial disponibilă doar ca fața B a single-ului "Warm Ways" din 1975.
Fotografia de copertă emulează toate albumele formației, în sensul că niciodată nu au apărut pe coperta vreunui album toți membri formației. Pe coperta acestui album toboșarul Mick Fleetwood și basistul John McVie sunt singurii membri ai formației care apar, deși formația mai includea pe Christine McVie, Lindsey Buckingham și Stevie Nicks.

## Tracklist
1. "Monday Morning" (Buckingham) - 2:48
2. "Warm Ways" (C. McVie) - 3:54
3. "Blue Letter" (Michael Curtis, Richard Curtis) - 2:41
4. "Rhiannon" (Nicks) - 4:11
5. "Over My Head" (C. McVie) - 3:38
6. "Crystal" (Nicks) - 5:14
7. "Say You Love Me" (C. McVie) - 4:11
8. "Landslide" (Nicks) - 3:19
9. "World Turning" (Buckingham, C. McVie) - 4:25
10. "Sugar Daddy" (C. McVie) - 4:10
11. "I'm So Afraid" (Buckingham) - 4:22

Note
- Deși a fost compus de Stevie Nicks, Lindsey Buckingham este solist vocal în cântecul "Crystal". A apărut inițial (de asemenea cântat de Lindsey) pe albumul Buckingham Nicks din 1973. Stevie Nicks l-a înregistrat mai târziu ca piesă solo (acompaniată la voce de Sheryl Crow) pentru coloana sonoră a filmului Practical Magic din 1998.
- "Rhiannon" și "Monday Morning" au fost compuse în perioada Buckingham Nicks și au fost interpretate live dar niciodată înregistrate. Versiunea originală a cântecului "Rhiannon" era interpretată mult mai rapid.

## Personal
Fleetwood Mac
- Lindsey Buckingham - chitară, banjo, voce
- Stevie Nicks - voce
- Christine McVie - claviaturi, sintetizator, voce
- John McVie - chitară bas
- Mick Fleetwood - tobe, percuție

Personal suplimentar
- Waddy Wachtel - chitară ritmică în "Sugar Daddy"

Producție
- Fleetwood Mac și Keith Olsen - producători
- Keith Olsen - inginer de sunet
- Herbert W. Worthington II - fotografie

## Topuri
| Top                          | Poziție |
| ---------------------------- | ------- |
| Australian Kent Music Report | 3       |
| Canadian RPM Albums Chart    | 2       |
| New Zealand Albums Chart     | 4       |
| UK Albums Chart              | 23      |
| US Billboard 200             | 1       |

## Certificări
| Regiune       | Certificare          |
| ------------- | -------------------- |
| Australia     | 4 Discuri de Platină |
| Regatul Unit  | Discul de Aur        |
| Statele Unite | 5 Discuri de Platină |